# 萨莫安
萨莫安（法語：Samoëns，法語發音：[samwɛ̃]）是法國東南部奥弗涅-罗讷-阿尔卑斯大区上萨瓦省的一個市鎮，属于博讷维尔区。萨莫安在12月至来年4月間是滑雪熱點。

## 地名
该地名“Samoëns”发音为[samwɛ̃]，最尾的字母“s”不发音，《世界地名翻译大辞典》与《世界地名译名词典》将其误译作“萨莫安斯”。

## 地理
萨莫安（46°5'2"N, 6°43'38"E）面积97.29 平方千米，位于法国奥弗涅-罗讷-阿尔卑斯大区上萨瓦省，距離日内瓦国际机场大約70（43英里）。市鎮邊緣有索道往來海拔1,600（5,200英尺）的赛高原（Plateau des Saix），高原上有雪道連接區內其他市鎮，包括弗莱讷和莫里永。
与萨莫安接壤的市镇（或旧市镇、城区）包括：阿拉什-拉弗拉斯、莫里永、莫尔济讷、锡克斯特-费尔阿舍瓦勒、尚佩里。
萨莫安的时区为UTC+01:00、UTC+02:00（夏令时）。

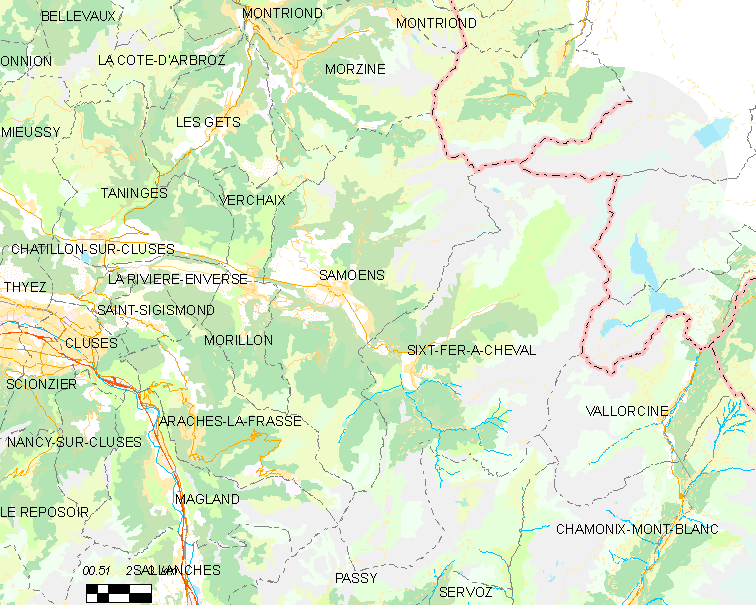
萨莫安的OSM定位图

## 行政
萨莫安的邮政编码为74340，INSEE市镇编码为74258。

## 政治
萨莫安所属的省级选区为克吕斯县。

## 人口

1962-2008年间萨莫安人口变化图示

萨莫安于2022年1月1日时的人口数量为2193人。